# Voie auxiliaire (rail)

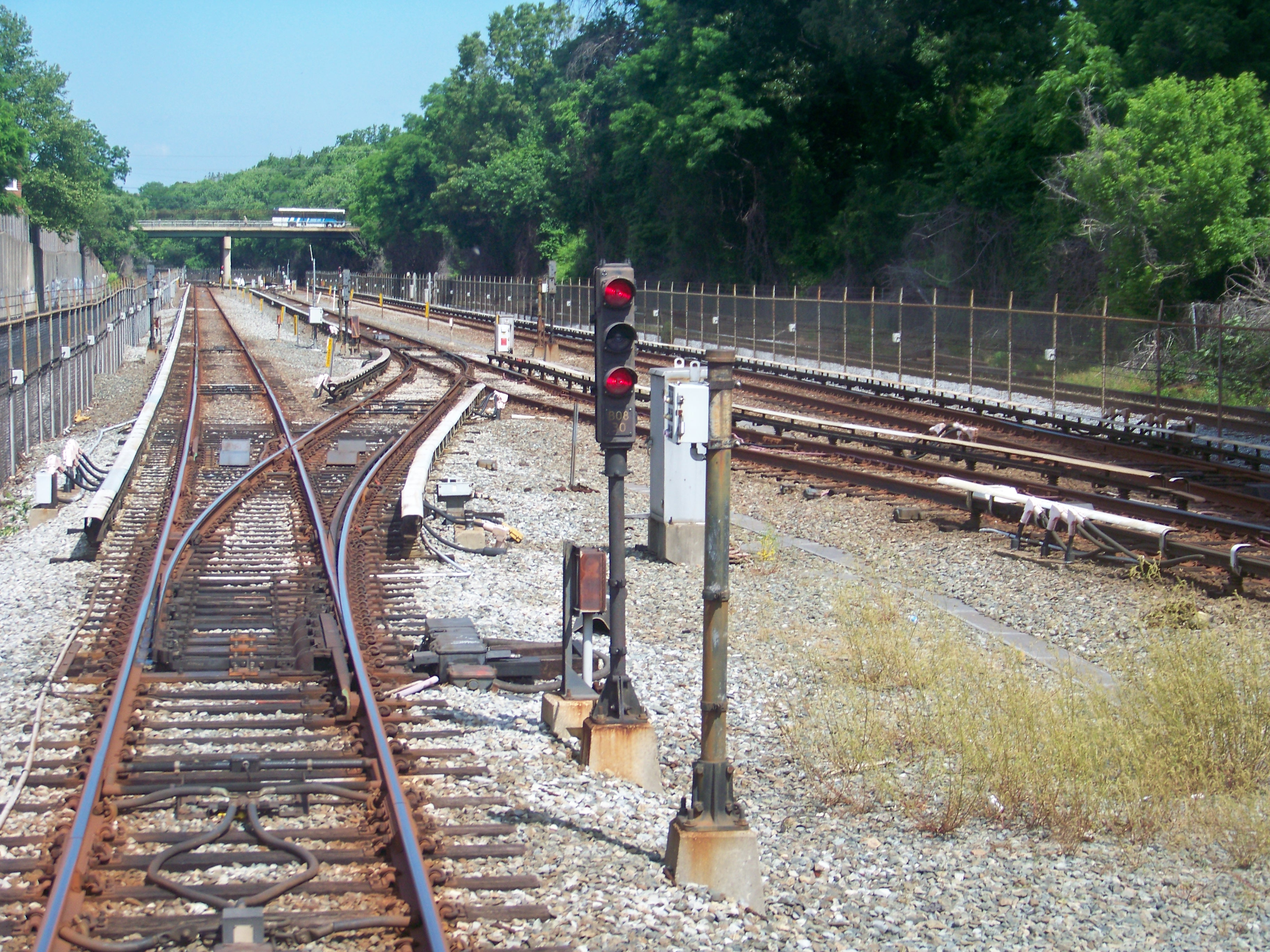
Voie auxiliaire entre les deux voies principale du métro de Washington.

Une voie auxiliaire, ou voie en tiroir, dans le domaine ferroviaire est voie de grande longueur et en cul-de-sac le plus souvent, permettant de tirer un train pour le refouler ensuite sur une voie de garage ou de triage. Ce type diffère de la voie d'évitement en ce sens qu'elle est généralement située entre deux lignes principales plutôt que sur le côté.
La voie auxiliaire permet également les trajets raccourcis des trains, tronquant le service à une station intermédiaire pour contrôler la fréquence des trains. Elles sont également utilisés dans les gares terminales pour permettre la construction de l'extension future d'une voie ferrée sans perturber le service existant.